# Ugoklooster
Ugoklooster, ook wel Oegeklooster, is een voormalige buurtschap van drie boerderijen in de gemeente Súdwest-Fryslân. De boerderijen liggen in het buitengebied ten noordoosten van Bolsward. Het werd bij een administratieve wijziging in 1949 bij Burgwerd (eveneens Wonseradeel) gevoegd.
De plaats is genoemd naar het vrouwenklooster dat er van 1411-1572 was gevestigd. Het was geen zelfstandig klooster, maar een uithof van Abdij Oldeklooster.
In Bolsward herinnert de straat Ugoclooster nog aan deze buurtschap.

## Geboren
- Titus Brandsma (1881 - 1942), heilige, pater, hoogleraar en publicist.